# Kabinett Rochebouët

Gaëtan de Rochebouët war zwischen November und Dezember 1877 Premierminister Frankreichs

Das Kabinett Rochebouët war eine Regierung der Dritten Französischen Republik. Es wurde am 23. November 1877 von Premierminister (Président du Conseil) Gaëtan de Rochebouët gebildet und löste das Kabinett Broglie III ab. Es blieb bis zum 13. Dezember 1877 im Amt und wurde daraufhin vom Kabinett Dufaure V abgelöst.
Im Kabinett waren neben je einem Legitimisten und Bonapartisten nur Personen vertreten, die keiner parlamentarischen Gruppe angehörten.

## Kabinett
Dem Kabinett gehörten folgende Minister an:
| Amt                                                              | Name                      | Gruppe | Beginn der Amtszeit | Ende der Amtszeit |
| ---------------------------------------------------------------- | ------------------------- | ------ | ------------------- | ----------------- |
| Premierminister                                                  | Gaëtan de Rochebouët      | Leg    | 23. November 1877   | 13. Dezember 1877 |
| Außenminister                                                    | Gaston de Banneville      |        | 23. November 1877   | 13. Dezember 1877 |
| Kriegsminister                                                   | Gaëtan de Rochebouët      | Leg    | 23. November 1877   | 13. Dezember 1877 |
| Minister für öffentlichen Unterricht, Religion und schöne Künste | Hervé Faye                |        | 23. November 1877   | 13. Dezember 1877 |
| Innenminister                                                    | Charles Welche            | Bon    | 23. November 1877   | 13. Dezember 1877 |
| Siegelbewahrer und Justizminister                                | François Lepelletier      |        | 23. November 1877   | 13. Dezember 1877 |
| Minister für Marine und Kolonien                                 | Albert Roussin            |        | 23. November 1877   | 13. Dezember 1877 |
| Finanzminister                                                   | François-Ernest Dutilleul |        | 23. November 1877   | 13. Dezember 1877 |
| Minister für öffentliche Arbeiten                                | Michel Graeff             |        | 23. November 1877   | 13. Dezember 1877 |
| Minister für Landwirtschaft und Handel                           | Jules Ozenne              |        | 23. November 1877   | 13. Dezember 1877 |

## Historische Einordnung

### Krise des 16. Mai 1877
Die Krise des 16. Mai 1877, die während der Amtszeit Jules Simons begonnen hatte und auch das Kabinett Broglie III prägte, fand im Kabinett Gaëtan de Rochebouëts ihren Abschluss. Zum dritten Mal in Folge berief Staatspräsident Mac-Mahon einen Politiker an die Regierungsspitze, der sich nicht auf eine parlamentarische Mehrheit stützen konnte.
Nachdem das Parlament am 24. Oktober unter der Führung Émile de Marcères mit 325 gegen 208 Stimmen erklärte, keine Regierung anzuerkennen, die gegen die Mehrheit des Parlaments berufen werde, trat Rochebouët am 13. Dezember zurück. Mac-Mahon wandte sich am folgenden Tag an die beiden Kammern:

« Meine Herren Senatoren, meine Herren Abgeordneten,
Die Wahlen vom 14. Oktober haben einmal mehr das Vertrauen des Landes in die republikanischen Institutionen bekräftigt. Um den parlamentarischen Regeln zu gehorchen, habe ich ein Kabinett gebildet, das aus beiden Kammern ausgewählt wurde und aus Männern besteht, die entschlossen sind, diese Institutionen durch die aufrichtige Ausübung der Verfassungsgesetze zu verteidigen und zu erhalten. Das Interesse des Landes verlangt, dass die Krise, die wir durchmachen, beruhigt wird: Es verlangt mit nicht weniger Nachdruck, dass sie sich nicht wiederholt. Die Ausübung des Auflösungsrechts ist nur eine Art der höchsten Konsultation eines Richters ohne Berufung und darf nicht zum Regierungssystem erhoben werden. Ich hielt es für meine Pflicht, von diesem Recht Gebrauch zu machen, und ich halte mich an die Antwort des Landes. Die Verfassung von 1875 begründete eine parlamentarische Republik, indem sie meine Unverantwortlichkeit festlegte, während sie die gesamtschuldnerische und individuelle Verantwortung der Minister einführte. So sind unsere jeweiligen Pflichten und Rechte festgelegt. Die Unabhängigkeit der Minister ist die Voraussetzung für ihre Verantwortlichkeit. Diese Grundsätze, die aus der Verfassung abgeleitet wurden, sind die Grundsätze meiner Regierung. »

Damit endete die Krise des 16. Mai 1877 mit einer Niederlage Mac-Mahons und der Präsident berief in der Folge mit Jules Dufaure einen Vertreter der Parlamentsmehrheit zum Regierungschef.

### Angebliches Militärkomplott des 18. Dezember 1877
Das Militärkomplott vom Dezember 1877 ist ein möglicher gescheiterter Versuch eines Staatsstreichs während der Krise des 16. Mai. Das Ziel der Verschwörer, zu denen vor allem die Generäle Auguste-Alexandre Ducrot und Gaëtan de Rochebouët gehörten, war es, die Regierung der „Ordre moral“ (moralischen Ordnung) an der Macht zu halten. Da Marschall de Mac Mahon, der gesetzestreu blieb, diese militärische Verschwörung nicht unterstützte, blieb sie im Stadium der Planung. Sie wurde jedoch von den Republikanern ausgiebig genutzt, um das Ansehen der Monarchisten zu schmälern und die politische Ausrichtung der französischen Armeeführung zu stigmatisieren.